# مارك فارلي
مارك فارلي (بالإنجليزية: Mark Farley)‏ هو لاعب كرة قدم أمريكية أمريكي، ولد في 5 أبريل 1963 في واوكون في الولايات المتحدة.